# Przerośl
Przerośl est une gmina rurale du powiat de Suwałki, Podlachie, dans le nord-est de la Pologne. Son siège est le village de Przerośl, qui se situe environ 27 km au nord-ouest de Suwałki et 131 km au nord de la capitale régionale Białystok.
La gmina couvre une superficie de 123,84 km2 pour une population de 3 095 habitants.

## Géographie
La gmina inclut les villages de Blenda, Bućki, Hańcza, Iwaniszki, Kolonia Przerośl, Kruszki, Krzywólka, Łanowicze Duże, Łanowicze Małe, Morgi, Nowa Pawłówka, Nowa Przerośl, Olszanka, Prawy Las, Przełomka, Przerośl, Przystajne, Rakówek, Romanówka, Śmieciuchówka, Stara Pawłówka, Wersele, Zarzecze et Zusienko.
La gmina borde les gminy de Dubeninki, Filipów, Jeleniewo, Suwałki et Wiżajny.